# Pilocrocis sumatralis
Pilocrocis sumatralis là một loài bướm đêm trong họ Crambidae.